# Outraged by the Atomic Menace
Outraged by the Atomic Menace to tytuł albumu wydanego przez anarchopunkowy zespół Oi Polloi ze Szkocji. Materiał został wydany przez Words of Warning Records w 1990 roku.

## Utwory
1. Stop Vivistection
2. Hands Off Nicaragua
3. Scum
4. They Shoot Children, Don't They
5. Resist the Atomic Menace
6. Reach For The Light
7. Go Green
8. You Cough, They Profit
9. Nuclear Waste
10. Boot Down The Door
11. Rich Scumbag
12. Resist the Atomic Menace (extended)
13. Death By Night
14. Outrage
15. Thugs In Uniform
16. Leaders